# Теория риторических структур
Теория риторических структур (ТРС) была первоначально сформулирована Уильямом Манном и Сандрой Томпсон из Института информационных наук (ISI) Университета Южной Калифорнии в 1988 году. Эта теория была разработана как часть исследований компьютерного генерирования текста. Позже исследователи естественного языка начали использовать ТРС для реферирования текста и других задач анализа и создания текста. ТРС моделирует содержательное строение текста посредством отношений, которые поддерживаются между частями текста. ТРС объясняет когерентность, устанавливая иерархическую, связанную структуру текстов. В 2000 году Даниэль Марку, также из ISI, продемонстрировал, что ТРС можно применять и для синтаксического анализа дискурса и обобщения текста.

## Риторические отношения
Риторические отношения, или отношения когерентности, или дискурсивные отношения - это паратактические (координатные) или гипотактические (подчиненные) отношения, которые связывают между собой два или более интервала текста. Считается, что понятие когерентности находит свое выражение в таких текстовых отношениях. ТРС с использованием риторических отношений предоставляет аналитику систематический способ анализа текста. Анализ обычно строится путем чтения текста и построения дерева с использованием отношений. Следующий пример представляет собой заголовок и резюме, появляющиеся в верхней части статьи в журнале Scientific American (Ramachandran and Anstis, 1986). Исходный текст, разбитый на пронумерованные единицы:
1. [Заголовок ] Восприятие видимого движения.
2. [Резюме:] Когда движение объекта, видимого с перерывами, неоднозначное
3. Зрительная система преодолевает эту неоднозначность
4. Применяя некоторые приемы, отражающие встроенные в нее знания о свойствах физического мира

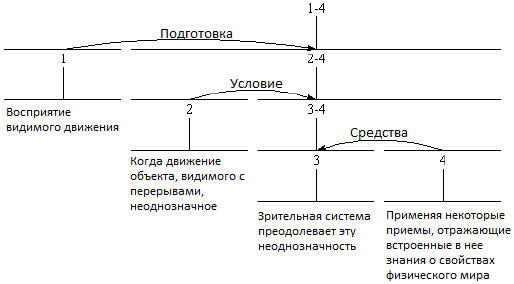
Диаграмма ТРС анализа

На рисунке номера 1,2,3,4 показывают соответствующие блоки текста, как описано выше. Четвертый блок и третий блок образуют отношение «Средство». Четвертый блок является существенной частью этого отношения, поэтому она называется ядром отношения, а третья единица называется сателлитом отношения. Аналогично второй блок к третьему и четвертому блоку формирует отношение «Состояние». Все части также являются интервалами, а интервалы могут состоять из более чем одной части.

## Ядерность в дискурсе
ТРС устанавливает два разных типа единиц: спутники и ядра. Ядра считаются наиболее важными частями текста, тогда как спутники вносят вклад в ядра и являются вторичными. Ядро содержит основную информацию, а спутник содержит дополнительную информацию о ядре. Спутник часто непонятен без ядра, тогда как текст, в котором спутники были удалены, может быть понят в определенной степени.

## Иерархия в анализе
Отношения ТРС применяются рекурсивно в тексте до тех пор, пока все единицы в этом тексте не станут элементами каких-либо отношений ТРС. Результатом такого анализа является то, что структура ТРС обычно представлена в виде деревьев с одним отношением верхнего уровня, которое охватывает другие отношения на более низких уровнях.

## Почему ТРС?
С лингвистической точки зрения ТРС предлагает иной подход к организации текста, чем большинство лингвистических теорий. ТРС указывает на тесную связь между отношениями, связывающими части текста, и когерентностью текста. С вычислительной точки зрения, ТРС поддерживает то понимание отношений внутри текста, которое было реализовано в различных системах и нашло применение в текстовых отношениях, которые были реализованы в различных системах и приложениях, таких как генерирование и реферирование текста.

## Проектирование решений
Специалисты в области компьютерных наук, Ана Кристина Бичарра Гарсиа и Кларисс Зиккениус де Соуз использовали ТРС в качестве основы системы проектирование решений под названием ADD+. В ADD+ ТРС используется в качестве основы для риторической организации базы знаний, совместимой с другими системами представления знаний, такими как проблемно-ориентированная информационная система (IBIS). ТРС используют для моделирования схем аргументации.